# Giro Ciclistico d'Italia 2021
La 44.ª edición de la competición ciclista Giro Ciclistico d'Italia (también llamado extraoficialmente: Baby Giro o Girobio) fue una carrera de ciclismo en ruta por etapas que se celebró entre el 3 de junio y el 12 de junio de 2021 en Italia, con inicio en la ciudad de Cesenatico y final en la ciudad de Castelfranco Véneto sobre un recorrido de 1323,9 kilómetros.
La carrera formó parte del UCI Europe Tour 2021, calendario ciclístico de los Circuitos Continentales UCI, dentro de la categoría UCI 2.2 y fue ganada por el español Juan Ayuso del Colpack Ballan. Completaron el podio, como segundo y tercer clasificado respectivamente, el noruego Tobias Halland Johannessen del Uno-X Dare Development y el belga Henri Vandenabeele del Development DSM.

## Equipos participantes
Tomaron parte en la carrera 35 equipos de categoría sub-23, incluidas categorías regionales y de clubes. Formaron así un pelotón de 176 ciclistas de los que acabaron 143. Los equipos participantes fueron:
| ProTeam- Eolo-Kometa Equipos continentales (16)- Development Team DSM - Groupama-FDJ Continental - Hagens Berman Axeon - SEG Racing Academy - Swiss Racing - Trinity Racing - UC Monaco - Uno-X DARE Development Team - Beltrami TSA-Tre Colli - Cycling Team Friuli ASD - General Store Essegibi F.lli Curia - Iseo-Rime-Carnovali - Team Colpack-Ballan - Team Qhubeka - Work Service-Marchiol-Dynatek - Zalf Euromobil Fior Equipos ciclistas aficionados (7)- Holdsworth Zappi RT - Laboral Kutxa-Fundación Euskadi - Minsk Cycling Club Sub-23 - Colombia Tierra de Atletas-GW - Biesse Arvedi - Gallina-Ecotek-Colosio - Rappresentativa Interregionale Sub-23 Equipos regionales y de clubes (11)- Caja Rural-Seguros RGA amateur - Gazprom-RusVelo U23 - Lotto-Soudal U23 - Velo Club Mendrisio - #inEmiliaRomagna Cycling Team - Aran Cucine Vejus - LAN Service-GranMonferrato-Zheroquadro - Mastromarco Sensi Nibali - Petroli Firenze-Hopplà - U.C. Trevigiani Campana Imballaggi - Velo Plus Racing Team Palazzago |
| |

## Recorrido
El Giro Ciclistico d'Italia dispuso de diez etapas dividido en una etapa llana, cuatro etapas de media montaña, cuatro etapas de montaña, y una contrarreloj individual, para un recorrido total de 1323,9 kilómetros y 18450 metros de desnivel.
| Etapa      | Fecha     | Recorrido                                     | type                    | Distancia (km) | Ganador              | Líder          |
| ---------- | --------- | --------------------------------------------- | ----------------------- | -------------- | -------------------- | -------------- |
| 1.ª etapa  | 3 de jun  | Cesenatico – Riccione                         | etapa escarpada         | 144,5          | Andrea Cantoni       | Andrea Cantoni |
| 2.ª etapa  | 4 de jun  | Riccione – Imola                              | etapa escarpada         | 138,3          | Juan Ayuso           | Juan Ayuso     |
| 3.ª etapa  | 5 de jun  | Cesenatico – Cesenatico                       | etapa de media montaña  | 132,5          | Alessio Bonelli      | Juan Ayuso     |
| 4.ª etapa  | 6 de jun  | Sorbolo Mezzani – Guastalla                   | contrarreloj individual | 25,4           | Filippo Baroncini    | Ben Turner     |
| 5.ª etapa  | 7 de jun  | Fanano – Sestola                              | etapa de montaña        | 142,5          | Juan Ayuso           | Juan Ayuso     |
| 6.ª etapa  | 9 de jun  | Bonferraro – San Pellegrino Terme             | etapa de media montaña  | 176            | Aloïs Charrin        | Juan Ayuso     |
| 7.ª etapa  | 9 de jun  | Sondrio – Sasso Moro                          | etapa de montaña        | 119,4          | Juan Ayuso           | Juan Ayuso     |
| 8.ª etapa  | 10 de jun | Aprica – Andalo                               | etapa de montaña        | 115,5          | Riccardo Ciuccarelli | Juan Ayuso     |
| 9.ª etapa  | 11 de jun | Cavalese – Nevegal                            | etapa de montaña        | 167,1          | Yannis Voisard       | Juan Ayuso     |
| 10.ª etapa | 12 de jun | San Vito al Tagliamento – Castelfranco Véneto | etapa llana             | 162,7          | Ben Healy            | Juan Ayuso     |

## Desarrollo de la carrera

### 1.ª etapa
| Cesenatico - Riccione | etapa escarpada | (144,5 km) |

| \| Clasificación de la etapa \| Clasificación de la etapa \| Clasificación de la etapa \| Clasificación de la etapa \| Clasificación de la etapa \| \| Ciclista \| Ciclista \| Equipo \| Tiempo \| \| \| ------------------------- \| ------------------------- \| ----------------------------- \| ------------------------- \| ------------------------- \| \| 1.º \| Andrea Cantoni \| #inEmiliaRomagna Cycling Team \| 3 h 26 min 48 s \| \| \| 2.º \| Riccardo Bobbo \| Work Service-Marchiol-Dynatek \| + 25 s \| \| \| 3.º \| Michael Garrison \| Hagens Berman Axeon \| + 26 s \| \| \| 4.º \| Edoardo Ferri \| Petroli Firenze-Hopplà \| + 26 s \| \| \| 5.º \| Francesco Carollo \| MG.K Vis VPM \| + 32 s \| \| \| 6.º \| Ben Turner \| Trinity Racing \| + 32 s \| \| \| 7.º \| Nicolo Buratti \| Cycling Team Friuli ASD \| + 37 s \| \| \| 8.º \| Arnaud De Lie \| Lotto-Soudal Development \| + 37 s \| \| \| 9.º \| Stan Van Tricht \| SEG Racing Academy \| + 37 s \| \| \| 10.º \| Jarrad Drizners \| Hagens Berman Axeon \| + 37 s \| \| |                   |                               |                 |
| |                   |                               |                 |
| Fuente: ProCyclingStats |                   |                               |                 |
| Clasificación de la etapa |                   |                               |                 |
| Ciclista | Ciclista          | Equipo                        | Tiempo          |
| 1.º | Andrea Cantoni    | #inEmiliaRomagna Cycling Team | 3 h 26 min 48 s |
| 2.º | Riccardo Bobbo    | Work Service-Marchiol-Dynatek | + 25 s          |
| 3.º | Michael Garrison  | Hagens Berman Axeon           | + 26 s          |
| 4.º | Edoardo Ferri     | Petroli Firenze-Hopplà        | + 26 s          |
| 5.º | Francesco Carollo | MG.K Vis VPM                  | + 32 s          |
| 6.º | Ben Turner        | Trinity Racing                | + 32 s          |
| 7.º | Nicolo Buratti    | Cycling Team Friuli ASD       | + 37 s          |
| 8.º | Arnaud De Lie     | Lotto-Soudal Development      | + 37 s          |
| 9.º | Stan Van Tricht   | SEG Racing Academy            | + 37 s          |
| 10.º | Jarrad Drizners   | Hagens Berman Axeon           | + 37 s          |

| \| Clasificación general \| Clasificación general \| Clasificación general \| Clasificación general \| Clasificación general \| \| Ciclista \| Ciclista \| Equipo \| Tiempo \| \| \| --------------------- \| --------------------- \| ----------------------------- \| --------------------- \| --------------------- \| \| 1.º \| Andrea Cantoni \| #inEmiliaRomagna Cycling Team \| 3 h 26 min 38 s \| \| \| 2.º \| Riccardo Bobbo \| Work Service-Marchiol-Dynatek \| + 26 s \| \| \| 3.º \| Michael Garrison \| Hagens Berman Axeon \| + 31 s \| \| \| 4.º \| Edoardo Ferri \| Petroli Firenze-Hopplà \| + 34 s \| \| \| 5.º \| Francesco Carollo \| MG.K Vis VPM \| + 42 s \| \| \| 6.º \| Ben Turner \| Trinity Racing \| + 42 s \| \| \| 7.º \| Nicolo Buratti \| Cycling Team Friuli ASD \| + 47 s \| \| \| 8.º \| Arnaud De Lie \| Lotto-Soudal Development \| + 47 s \| \| \| 9.º \| Stan Van Tricht \| SEG Racing Academy \| + 47 s \| \| \| 10.º \| Jarrad Drizners \| Hagens Berman Axeon \| + 47 s \| \| |                   |                               |                 |
| |                   |                               |                 |
| Fuente: ProCyclingStats |                   |                               |                 |
| Clasificación general |                   |                               |                 |
| Ciclista | Ciclista          | Equipo                        | Tiempo          |
| 1.º | Andrea Cantoni    | #inEmiliaRomagna Cycling Team | 3 h 26 min 38 s |
| 2.º | Riccardo Bobbo    | Work Service-Marchiol-Dynatek | + 26 s          |
| 3.º | Michael Garrison  | Hagens Berman Axeon           | + 31 s          |
| 4.º | Edoardo Ferri     | Petroli Firenze-Hopplà        | + 34 s          |
| 5.º | Francesco Carollo | MG.K Vis VPM                  | + 42 s          |
| 6.º | Ben Turner        | Trinity Racing                | + 42 s          |
| 7.º | Nicolo Buratti    | Cycling Team Friuli ASD       | + 47 s          |
| 8.º | Arnaud De Lie     | Lotto-Soudal Development      | + 47 s          |
| 9.º | Stan Van Tricht   | SEG Racing Academy            | + 47 s          |
| 10.º | Jarrad Drizners   | Hagens Berman Axeon           | + 47 s          |

### 2.ª etapa
| Riccione - Imola | etapa escarpada | (138,3 km) |

| \| Clasificación de la etapa \| Clasificación de la etapa \| Clasificación de la etapa \| Clasificación de la etapa \| Clasificación de la etapa \| \| Ciclista \| Ciclista \| Equipo \| Tiempo \| \| \| ------------------------- \| ------------------------- \| ------------------------- \| ------------------------- \| ------------------------- \| \| 1.º \| Juan Ayuso \| Colpack-Ballan \| 3 h 09 min 29 s \| \| \| 2.º \| Alessandro Verre \| Colpack-Ballan \| + 1 s \| \| \| 3.º \| Henok Mulubrhan \| Team Qhubeka \| + 3 s \| \| \| 4.º \| Filippo Baroncini \| Colpack-Ballan \| + 8 s \| \| \| 5.º \| Stan Van Tricht \| SEG Racing Academy \| + 8 s \| \| \| 6.º \| Nicolo Buratti \| Cycling Team Friuli ASD \| + 8 s \| \| \| 7.º \| Ben Turner \| Trinity Racing \| + 8 s \| \| \| 8.º \| Edoardo Zambanini \| Zalf Euromobil Fior \| + 8 s \| \| \| 9.º \| Vicente Hernaiz \| \| + 8 s \| \| \| 10.º \| Lennert Van Eetvelt \| Lotto-Soudal Development \| + 8 s \| \| |                     |                          |                 |
| |                     |                          |                 |
| Fuente: ProCyclingStats |                     |                          |                 |
| Clasificación de la etapa |                     |                          |                 |
| Ciclista | Ciclista            | Equipo                   | Tiempo          |
| 1.º | Juan Ayuso          | Colpack-Ballan           | 3 h 09 min 29 s |
| 2.º | Alessandro Verre    | Colpack-Ballan           | + 1 s           |
| 3.º | Henok Mulubrhan     | Team Qhubeka             | + 3 s           |
| 4.º | Filippo Baroncini   | Colpack-Ballan           | + 8 s           |
| 5.º | Stan Van Tricht     | SEG Racing Academy       | + 8 s           |
| 6.º | Nicolo Buratti      | Cycling Team Friuli ASD  | + 8 s           |
| 7.º | Ben Turner          | Trinity Racing           | + 8 s           |
| 8.º | Edoardo Zambanini   | Zalf Euromobil Fior      | + 8 s           |
| 9.º | Vicente Hernaiz     |                          | + 8 s           |
| 10.º | Lennert Van Eetvelt | Lotto-Soudal Development | + 8 s           |

| \| Clasificación general \| Clasificación general \| Clasificación general \| Clasificación general \| Clasificación general \| \| Ciclista \| Ciclista \| Equipo \| Tiempo \| \| \| --------------------- \| --------------------- \| ------------------------------- \| --------------------- \| --------------------- \| \| 1.º \| Juan Ayuso \| Colpack-Ballan \| 6 h 36 min 44 s \| \| \| 2.º \| Alessandro Verre \| Colpack-Ballan \| + 5 s \| \| \| 3.º \| Henok Mulubrhan \| Team Qhubeka \| + 9 s \| \| \| 4.º \| Ben Turner \| Trinity Racing \| + 13 s \| \| \| 5.º \| Nicolo Buratti \| Cycling Team Friuli ASD \| + 18 s \| \| \| 6.º \| Stan Van Tricht \| SEG Racing Academy \| + 18 s \| \| \| 7.º \| Edoardo Zambanini \| Zalf Euromobil Fior \| + 18 s \| \| \| 8.º \| Vicente Hernaiz \| \| + 18 s \| \| \| 9.º \| Pasquale Abenante \| Velo Plus Racing Team Palazzago \| + 18 s \| \| \| 10.º \| Filippo Baroncini \| Colpack-Ballan \| + 18 s \| \| |                   |                                 |                 |
| |                   |                                 |                 |
| Fuente: ProCyclingStats |                   |                                 |                 |
| Clasificación general |                   |                                 |                 |
| Ciclista | Ciclista          | Equipo                          | Tiempo          |
| 1.º | Juan Ayuso        | Colpack-Ballan                  | 6 h 36 min 44 s |
| 2.º | Alessandro Verre  | Colpack-Ballan                  | + 5 s           |
| 3.º | Henok Mulubrhan   | Team Qhubeka                    | + 9 s           |
| 4.º | Ben Turner        | Trinity Racing                  | + 13 s          |
| 5.º | Nicolo Buratti    | Cycling Team Friuli ASD         | + 18 s          |
| 6.º | Stan Van Tricht   | SEG Racing Academy              | + 18 s          |
| 7.º | Edoardo Zambanini | Zalf Euromobil Fior             | + 18 s          |
| 8.º | Vicente Hernaiz   |                                 | + 18 s          |
| 9.º | Pasquale Abenante | Velo Plus Racing Team Palazzago | + 18 s          |
| 10.º | Filippo Baroncini | Colpack-Ballan                  | + 18 s          |

### 3.ª etapa
| Cesenatico - Cesenatico | etapa de media montaña | (132,5 km) |

| \| Clasificación de la etapa \| Clasificación de la etapa \| Clasificación de la etapa \| Clasificación de la etapa \| Clasificación de la etapa \| \| Ciclista \| Ciclista \| Equipo \| Tiempo \| \| \| ------------------------- \| ------------------------- \| -------------------------------------- \| ------------------------- \| ------------------------- \| \| 1.º \| Alessio Bonelli \| Biesse Arvedi \| 3 h 19 min 55 s \| \| \| 2.º \| Luca Colnaghi \| Zalf Euromobil Fior \| + 0 s \| \| \| 3.º \| Andrea Cervellera \| Petroli Firenze-Hopplà-Don Camillo \| + 0 s \| \| \| 4.º \| Manuele Tarozzi \| #inEmiliaRomagna Cycling Team \| + 0 s \| \| \| 5.º \| Unai Iribar \| Laboral Kutxa-Fundación Euskadi \| + 0 s \| \| \| 6.º \| Laurent Rigollet \| LAN Service-GranMonferrato-Zheroquadro \| + 0 s \| \| \| 7.º \| Michael Belleri \| Biesse Arvedi \| + 3 s \| \| \| 8.º \| Andrea Mifsud \| Swiss Racing Academy \| + 7 s \| \| \| 10.º \| Arnaud De Lie \| Lotto-Soudal Development \| + 26 s \| \| |                   |                                        |                 |
| |                   |                                        |                 |
| Fuente: ProCyclingStats |                   |                                        |                 |
| Clasificación de la etapa |                   |                                        |                 |
| Ciclista | Ciclista          | Equipo                                 | Tiempo          |
| 1.º | Alessio Bonelli   | Biesse Arvedi                          | 3 h 19 min 55 s |
| 2.º | Luca Colnaghi     | Zalf Euromobil Fior                    | + 0 s           |
| 3.º | Andrea Cervellera | Petroli Firenze-Hopplà-Don Camillo     | + 0 s           |
| 4.º | Manuele Tarozzi   | #inEmiliaRomagna Cycling Team          | + 0 s           |
| 5.º | Unai Iribar       | Laboral Kutxa-Fundación Euskadi        | + 0 s           |
| 6.º | Laurent Rigollet  | LAN Service-GranMonferrato-Zheroquadro | + 0 s           |
| 7.º | Michael Belleri   | Biesse Arvedi                          | + 3 s           |
| 8.º | Andrea Mifsud     | Swiss Racing Academy                   | + 7 s           |
| 10.º | Arnaud De Lie     | Lotto-Soudal Development               | + 26 s          |

| \| Clasificación general \| Clasificación general \| Clasificación general \| Clasificación general \| Clasificación general \| \| Ciclista \| Ciclista \| Equipo \| Tiempo \| \| \| --------------------- \| --------------------- \| ------------------------------- \| --------------------- \| --------------------- \| \| 1.º \| Juan Ayuso \| Colpack-Ballan \| 9 h 57 min 05 s \| \| \| 2.º \| Alessandro Verre \| Colpack-Ballan \| + 5 s \| \| \| 3.º \| Henok Mulubrhan \| Team Qhubeka \| + 9 s \| \| \| 4.º \| Ben Turner \| Trinity Racing \| + 13 s \| \| \| 5.º \| Nicolo Buratti \| Cycling Team Friuli ASD \| + 18 s \| \| \| 6.º \| Stan Van Tricht \| SEG Racing Academy \| + 18 s \| \| \| 7.º \| Edoardo Zambanini \| Zalf Euromobil Fior \| + 18 s \| \| \| 8.º \| Pasquale Abenante \| Velo Plus Racing Team Palazzago \| + 18 s \| \| \| 9.º \| Vicente Hernaiz \| \| + 18 s \| \| \| 10.º \| Filippo Baroncini \| Colpack-Ballan \| + 18 s \| \| |                   |                                 |                 |
| |                   |                                 |                 |
| Fuente: ProCyclingStats |                   |                                 |                 |
| Clasificación general |                   |                                 |                 |
| Ciclista | Ciclista          | Equipo                          | Tiempo          |
| 1.º | Juan Ayuso        | Colpack-Ballan                  | 9 h 57 min 05 s |
| 2.º | Alessandro Verre  | Colpack-Ballan                  | + 5 s           |
| 3.º | Henok Mulubrhan   | Team Qhubeka                    | + 9 s           |
| 4.º | Ben Turner        | Trinity Racing                  | + 13 s          |
| 5.º | Nicolo Buratti    | Cycling Team Friuli ASD         | + 18 s          |
| 6.º | Stan Van Tricht   | SEG Racing Academy              | + 18 s          |
| 7.º | Edoardo Zambanini | Zalf Euromobil Fior             | + 18 s          |
| 8.º | Pasquale Abenante | Velo Plus Racing Team Palazzago | + 18 s          |
| 9.º | Vicente Hernaiz   |                                 | + 18 s          |
| 10.º | Filippo Baroncini | Colpack-Ballan                  | + 18 s          |

### 4.ª etapa
| Sorbolo Mezzani - Guastalla | contrarreloj individual | (25,4 km) |

| \| Clasificación de la etapa \| Clasificación de la etapa \| Clasificación de la etapa \| Clasificación de la etapa \| Clasificación de la etapa \| \| Ciclista \| Ciclista \| Equipo \| Tiempo \| \| \| ------------------------- \| ------------------------- \| -------------------------------- \| ------------------------- \| ------------------------- \| \| 1.º \| Filippo Baroncini \| Colpack-Ballan \| 29 min 36 s \| \| \| 2.º \| Ben Healy \| Trinity Racing \| + 0 s \| \| \| 3.º \| Ben Turner \| Trinity Racing \| + 4 s \| \| \| 4.º \| Anthon Charmig \| Uno-X DARE Development \| + 14 s \| \| \| 5.º \| Lennert Van Eetvelt \| Lotto-Soudal Development \| + 20 s \| \| \| 6.º \| Henok Mulubrhan \| Team Qhubeka \| + 31 s \| \| \| 7.º \| Daan Hoole \| SEG Racing Academy \| + 31 s \| \| \| 8.º \| Juan Ayuso \| Colpack-Ballan \| + 33 s \| \| \| 9.º \| Alexandre Balmer \| Équipe continentale Groupama-FDJ \| + 35 s \| \| \| 10.º \| Marco Frigo \| SEG Racing Academy \| + 38 s \| \| |                     |                                  |             |
| |                     |                                  |             |
| Fuente: ProCyclingStats |                     |                                  |             |
| Clasificación de la etapa |                     |                                  |             |
| Ciclista | Ciclista            | Equipo                           | Tiempo      |
| 1.º | Filippo Baroncini   | Colpack-Ballan                   | 29 min 36 s |
| 2.º | Ben Healy           | Trinity Racing                   | + 0 s       |
| 3.º | Ben Turner          | Trinity Racing                   | + 4 s       |
| 4.º | Anthon Charmig      | Uno-X DARE Development           | + 14 s      |
| 5.º | Lennert Van Eetvelt | Lotto-Soudal Development         | + 20 s      |
| 6.º | Henok Mulubrhan     | Team Qhubeka                     | + 31 s      |
| 7.º | Daan Hoole          | SEG Racing Academy               | + 31 s      |
| 8.º | Juan Ayuso          | Colpack-Ballan                   | + 33 s      |
| 9.º | Alexandre Balmer    | Équipe continentale Groupama-FDJ | + 35 s      |
| 10.º | Marco Frigo         | SEG Racing Academy               | + 38 s      |

| \| Clasificación general \| Clasificación general \| Clasificación general \| Clasificación general \| Clasificación general \| \| Ciclista \| Ciclista \| Equipo \| Tiempo \| \| \| --------------------- \| -------------------------- \| -------------------------------- \| --------------------- \| --------------------- \| \| 1.º \| Ben Turner \| Trinity Racing \| 10 h 26 min 58 s \| \| \| 2.º \| Filippo Baroncini \| Colpack-Ballan \| + 1 s \| \| \| 3.º \| Anthon Charmig \| Uno-X DARE Development \| + 15 s \| \| \| 4.º \| Juan Ayuso \| Colpack-Ballan \| + 16 s \| \| \| 5.º \| Lennert Van Eetvelt \| Lotto-Soudal Development \| + 21 s \| \| \| 6.º \| Henok Mulubrhan \| Team Qhubeka \| + 23 s \| \| \| 7.º \| Alexandre Balmer \| Équipe continentale Groupama-FDJ \| + 36 s \| \| \| 8.º \| Marco Frigo \| SEG Racing Academy \| + 39 s \| \| \| 9.º \| Alex Tolio \| Zalf Euromobil Fior \| + 39 s \| \| \| 10.º \| Tobias Halland Johannessen \| Uno-X DARE Development \| + 43 s \| \| |                            |                                  |                  |
| |                            |                                  |                  |
| Fuente: ProCyclingStats |                            |                                  |                  |
| Clasificación general |                            |                                  |                  |
| Ciclista | Ciclista                   | Equipo                           | Tiempo           |
| 1.º | Ben Turner                 | Trinity Racing                   | 10 h 26 min 58 s |
| 2.º | Filippo Baroncini          | Colpack-Ballan                   | + 1 s            |
| 3.º | Anthon Charmig             | Uno-X DARE Development           | + 15 s           |
| 4.º | Juan Ayuso                 | Colpack-Ballan                   | + 16 s           |
| 5.º | Lennert Van Eetvelt        | Lotto-Soudal Development         | + 21 s           |
| 6.º | Henok Mulubrhan            | Team Qhubeka                     | + 23 s           |
| 7.º | Alexandre Balmer           | Équipe continentale Groupama-FDJ | + 36 s           |
| 8.º | Marco Frigo                | SEG Racing Academy               | + 39 s           |
| 9.º | Alex Tolio                 | Zalf Euromobil Fior              | + 39 s           |
| 10.º | Tobias Halland Johannessen | Uno-X DARE Development           | + 43 s           |

### 5.ª etapa
| Fanano - Sestola | etapa de montaña | (142,5 km) |

| \| Clasificación de la etapa \| Clasificación de la etapa \| Clasificación de la etapa \| Clasificación de la etapa \| Clasificación de la etapa \| \| Ciclista \| Ciclista \| Equipo \| Tiempo \| \| \| ------------------------- \| -------------------------- \| -------------------------------- \| ------------------------- \| ------------------------- \| \| 1.º \| Juan Ayuso \| Colpack-Ballan \| 3 h 32 min 33 s \| \| \| 2.º \| Tobias Halland Johannessen \| Uno-X DARE Development \| + 1 min 04 s \| \| \| 3.º \| Ben Healy \| Trinity Racing \| + 1 min 04 s \| \| \| 4.º \| Thomas Gloag \| Trinity Racing \| + 1 min 21 s \| \| \| 5.º \| Henri Vandenabeele \| Development Team DSM \| + 1 min 21 s \| \| \| 6.º \| Anders Halland Johannessen \| Uno-X DARE Development \| + 1 min 21 s \| \| \| 7.º \| Asbjørn Hellemose \| Velo Club Mendrisio \| + 1 min 21 s \| \| \| 8.º \| Yannis Voisard \| Swiss Racing Academy \| + 1 min 35 s \| \| \| 9.º \| Alessandro Verre \| Colpack-Ballan \| + 1 min 52 s \| \| \| 10.º \| Reuben Thompson \| Équipe continentale Groupama-FDJ \| + 2 min 18 s \| \| |                            |                                  |                 |
| |                            |                                  |                 |
| Fuente: ProCyclingStats |                            |                                  |                 |
| Clasificación de la etapa |                            |                                  |                 |
| Ciclista | Ciclista                   | Equipo                           | Tiempo          |
| 1.º | Juan Ayuso                 | Colpack-Ballan                   | 3 h 32 min 33 s |
| 2.º | Tobias Halland Johannessen | Uno-X DARE Development           | + 1 min 04 s    |
| 3.º | Ben Healy                  | Trinity Racing                   | + 1 min 04 s    |
| 4.º | Thomas Gloag               | Trinity Racing                   | + 1 min 21 s    |
| 5.º | Henri Vandenabeele         | Development Team DSM             | + 1 min 21 s    |
| 6.º | Anders Halland Johannessen | Uno-X DARE Development           | + 1 min 21 s    |
| 7.º | Asbjørn Hellemose          | Velo Club Mendrisio              | + 1 min 21 s    |
| 8.º | Yannis Voisard             | Swiss Racing Academy             | + 1 min 35 s    |
| 9.º | Alessandro Verre           | Colpack-Ballan                   | + 1 min 52 s    |
| 10.º | Reuben Thompson            | Équipe continentale Groupama-FDJ | + 2 min 18 s    |

| \| Clasificación general \| Clasificación general \| Clasificación general \| Clasificación general \| Clasificación general \| \| Ciclista \| Ciclista \| Equipo \| Tiempo \| \| \| --------------------- \| -------------------------- \| ------------------------ \| --------------------- \| --------------------- \| \| 1.º \| Juan Ayuso \| Colpack-Ballan \| 13 h 59 min 37 s \| \| \| 2.º \| Tobias Halland Johannessen \| Uno-X DARE Development \| + 1 min 35 s \| \| \| 3.º \| Henri Vandenabeele \| Development Team DSM \| + 2 min 22 s \| \| \| 4.º \| Thomas Gloag \| Trinity Racing \| + 2 min 23 s \| \| \| 5.º \| Alessandro Verre \| Colpack-Ballan \| + 2 min 31 s \| \| \| 6.º \| Lennert Van Eetvelt \| Lotto-Soudal Development \| + 2 min 43 s \| \| \| 7.º \| Ben Healy \| Trinity Racing \| + 2 min 44 s \| \| \| 8.º \| Ben Turner \| Trinity Racing \| + 2 min 45 s \| \| \| 9.º \| Asbjørn Hellemose \| Velo Club Mendrisio \| + 2 min 47 s \| \| \| 10.º \| Filippo Baroncini \| Colpack-Ballan \| + 2 min 48 s \| \| |                            |                          |                  |
| |                            |                          |                  |
| Fuente: ProCyclingStats |                            |                          |                  |
| Clasificación general |                            |                          |                  |
| Ciclista | Ciclista                   | Equipo                   | Tiempo           |
| 1.º | Juan Ayuso                 | Colpack-Ballan           | 13 h 59 min 37 s |
| 2.º | Tobias Halland Johannessen | Uno-X DARE Development   | + 1 min 35 s     |
| 3.º | Henri Vandenabeele         | Development Team DSM     | + 2 min 22 s     |
| 4.º | Thomas Gloag               | Trinity Racing           | + 2 min 23 s     |
| 5.º | Alessandro Verre           | Colpack-Ballan           | + 2 min 31 s     |
| 6.º | Lennert Van Eetvelt        | Lotto-Soudal Development | + 2 min 43 s     |
| 7.º | Ben Healy                  | Trinity Racing           | + 2 min 44 s     |
| 8.º | Ben Turner                 | Trinity Racing           | + 2 min 45 s     |
| 9.º | Asbjørn Hellemose          | Velo Club Mendrisio      | + 2 min 47 s     |
| 10.º | Filippo Baroncini          | Colpack-Ballan           | + 2 min 48 s     |

### 6.ª etapa
| Bonferraro - San Pellegrino Terme | etapa de media montaña | (176 km) |

| \| Clasificación de la etapa \| Clasificación de la etapa \| Clasificación de la etapa \| Clasificación de la etapa \| Clasificación de la etapa \| \| Ciclista \| Ciclista \| Equipo \| Tiempo \| \| \| ------------------------- \| -------------------------- \| ------------------------------- \| ------------------------- \| ------------------------- \| \| 1.º \| Aloïs Charrin \| Swiss Racing Academy \| 3 h 49 min 50 s \| \| \| 2.º \| Tobias Halland Johannessen \| Uno-X DARE Development \| + 1 s \| \| \| 3.º \| Ben Healy \| Trinity Racing \| + 1 s \| \| \| 4.º \| Henri Vandenabeele \| Development Team DSM \| + 1 s \| \| \| 5.º \| Nicolo Buratti \| Cycling Team Friuli ASD \| + 1 s \| \| \| 6.º \| Edoardo Zambanini \| Zalf Euromobil Fior \| + 1 s \| \| \| 7.º \| Gianmarco Garofoli \| Development Team DSM \| + 1 s \| \| \| 8.º \| Juan Ayuso \| Colpack-Ballan \| + 1 s \| \| \| 9.º \| Lennert Van Eetvelt \| Lotto-Soudal Development \| + 1 s \| \| \| 10.º \| Unai Iribar \| Laboral Kutxa-Fundación Euskadi \| + 1 s \| \| |                            |                                 |                 |
| |                            |                                 |                 |
| Fuente: ProCyclingStats |                            |                                 |                 |
| Clasificación de la etapa |                            |                                 |                 |
| Ciclista | Ciclista                   | Equipo                          | Tiempo          |
| 1.º | Aloïs Charrin              | Swiss Racing Academy            | 3 h 49 min 50 s |
| 2.º | Tobias Halland Johannessen | Uno-X DARE Development          | + 1 s           |
| 3.º | Ben Healy                  | Trinity Racing                  | + 1 s           |
| 4.º | Henri Vandenabeele         | Development Team DSM            | + 1 s           |
| 5.º | Nicolo Buratti             | Cycling Team Friuli ASD         | + 1 s           |
| 6.º | Edoardo Zambanini          | Zalf Euromobil Fior             | + 1 s           |
| 7.º | Gianmarco Garofoli         | Development Team DSM            | + 1 s           |
| 8.º | Juan Ayuso                 | Colpack-Ballan                  | + 1 s           |
| 9.º | Lennert Van Eetvelt        | Lotto-Soudal Development        | + 1 s           |
| 10.º | Unai Iribar                | Laboral Kutxa-Fundación Euskadi | + 1 s           |

| \| Clasificación general \| Clasificación general \| Clasificación general \| Clasificación general \| Clasificación general \| \| Ciclista \| Ciclista \| Equipo \| Tiempo \| \| \| --------------------- \| -------------------------- \| ------------------------ \| --------------------- \| --------------------- \| \| 1.º \| Juan Ayuso \| Colpack-Ballan \| 17 h 49 min 28 s \| \| \| 2.º \| Tobias Halland Johannessen \| Uno-X DARE Development \| + 1 min 29 s \| \| \| 3.º \| Henri Vandenabeele \| Development Team DSM \| + 2 min 22 s \| \| \| 4.º \| Thomas Gloag \| Trinity Racing \| + 2 min 23 s \| \| \| 5.º \| Alessandro Verre \| Colpack-Ballan \| + 2 min 31 s \| \| \| 6.º \| Lennert Van Eetvelt \| Lotto-Soudal Development \| + 2 min 43 s \| \| \| 7.º \| Filippo Baroncini \| Colpack-Ballan \| + 2 min 44 s \| \| \| 8.º \| Ben Healy \| Trinity Racing \| + 2 min 44 s \| \| \| 9.º \| Asbjørn Hellemose \| Velo Club Mendrisio \| + 2 min 47 s \| \| \| 10.º \| Anders Halland Johannessen \| Uno-X DARE Development \| + 2 min 52 s \| \| |                            |                          |                  |
| |                            |                          |                  |
| Fuente: ProCyclingStats |                            |                          |                  |
| Clasificación general |                            |                          |                  |
| Ciclista | Ciclista                   | Equipo                   | Tiempo           |
| 1.º | Juan Ayuso                 | Colpack-Ballan           | 17 h 49 min 28 s |
| 2.º | Tobias Halland Johannessen | Uno-X DARE Development   | + 1 min 29 s     |
| 3.º | Henri Vandenabeele         | Development Team DSM     | + 2 min 22 s     |
| 4.º | Thomas Gloag               | Trinity Racing           | + 2 min 23 s     |
| 5.º | Alessandro Verre           | Colpack-Ballan           | + 2 min 31 s     |
| 6.º | Lennert Van Eetvelt        | Lotto-Soudal Development | + 2 min 43 s     |
| 7.º | Filippo Baroncini          | Colpack-Ballan           | + 2 min 44 s     |
| 8.º | Ben Healy                  | Trinity Racing           | + 2 min 44 s     |
| 9.º | Asbjørn Hellemose          | Velo Club Mendrisio      | + 2 min 47 s     |
| 10.º | Anders Halland Johannessen | Uno-X DARE Development   | + 2 min 52 s     |

### 7.ª etapa
| Sondrio - Sasso Moro | etapa de montaña | (119,4 km) |

| \| Clasificación de la etapa \| Clasificación de la etapa \| Clasificación de la etapa \| Clasificación de la etapa \| Clasificación de la etapa \| \| Ciclista \| Ciclista \| Equipo \| Tiempo \| \| \| ------------------------- \| -------------------------- \| ---------------------------------------- \| ------------------------- \| ------------------------- \| \| 1.º \| Juan Ayuso \| Colpack-Ballan \| 3 h 28 min 01 s \| \| \| 2.º \| Jesús David Peña \| Colombia Tierra de Atletas-GW Bicicletas \| + 52 s \| \| \| 3.º \| Henri Vandenabeele \| Development Team DSM \| + 1 min 14 s \| \| \| 4.º \| Thomas Gloag \| Trinity Racing \| + 1 min 14 s \| \| \| 5.º \| Tobias Halland Johannessen \| Uno-X DARE Development \| + 1 min 14 s \| \| \| 6.º \| Alessandro Verre \| Colpack-Ballan \| + 1 min 55 s \| \| \| 7.º \| Gianluca Mignolli \| General Store-F.lli Curia-Essegibi \| + 1 min 56 s \| \| \| 8.º \| Riccardo Ciuccarelli \| Biesse Arvedi \| + 2 min 18 s \| \| \| 9.º \| Davide Piganzoli \| Kometa U23 \| + 2 min 20 s \| \| \| 10.º \| Asbjørn Hellemose \| Velo Club Mendrisio \| + 2 min 20 s \| \| |                            |                                          |                 |
| |                            |                                          |                 |
| Fuente: ProCyclingStats |                            |                                          |                 |
| Clasificación de la etapa |                            |                                          |                 |
| Ciclista | Ciclista                   | Equipo                                   | Tiempo          |
| 1.º | Juan Ayuso                 | Colpack-Ballan                           | 3 h 28 min 01 s |
| 2.º | Jesús David Peña           | Colombia Tierra de Atletas-GW Bicicletas | + 52 s          |
| 3.º | Henri Vandenabeele         | Development Team DSM                     | + 1 min 14 s    |
| 4.º | Thomas Gloag               | Trinity Racing                           | + 1 min 14 s    |
| 5.º | Tobias Halland Johannessen | Uno-X DARE Development                   | + 1 min 14 s    |
| 6.º | Alessandro Verre           | Colpack-Ballan                           | + 1 min 55 s    |
| 7.º | Gianluca Mignolli          | General Store-F.lli Curia-Essegibi       | + 1 min 56 s    |
| 8.º | Riccardo Ciuccarelli       | Biesse Arvedi                            | + 2 min 18 s    |
| 9.º | Davide Piganzoli           | Kometa U23                               | + 2 min 20 s    |
| 10.º | Asbjørn Hellemose          | Velo Club Mendrisio                      | + 2 min 20 s    |

| \| Clasificación general \| Clasificación general \| Clasificación general \| Clasificación general \| Clasificación general \| \| Ciclista \| Ciclista \| Equipo \| Tiempo \| \| \| --------------------- \| -------------------------- \| ------------------------ \| --------------------- \| --------------------- \| \| 1.º \| Juan Ayuso \| Colpack-Ballan \| 21 h 17 min 19 s \| \| \| 2.º \| Tobias Halland Johannessen \| Uno-X DARE Development \| + 2 min 53 s \| \| \| 3.º \| Henri Vandenabeele \| Development Team DSM \| + 3 min 42 s \| \| \| 4.º \| Thomas Gloag \| Trinity Racing \| + 3 min 47 s \| \| \| 5.º \| Alessandro Verre \| Colpack-Ballan \| + 4 min 36 s \| \| \| 6.º \| Asbjørn Hellemose \| Velo Club Mendrisio \| + 5 min 17 s \| \| \| 7.º \| Alex Tolio \| Zalf Euromobil Fior \| + 7 min 17 s \| \| \| 8.º \| Lennert Van Eetvelt \| Lotto-Soudal Development \| + 7 min 39 s \| \| \| 9.º \| Ben Healy \| Trinity Racing \| + 7 min 40 s \| \| \| 10.º \| Yannis Voisard \| Swiss Racing Academy \| + 7 min 45 s \| \| |                            |                          |                  |
| |                            |                          |                  |
| Fuente: ProCyclingStats |                            |                          |                  |
| Clasificación general |                            |                          |                  |
| Ciclista | Ciclista                   | Equipo                   | Tiempo           |
| 1.º | Juan Ayuso                 | Colpack-Ballan           | 21 h 17 min 19 s |
| 2.º | Tobias Halland Johannessen | Uno-X DARE Development   | + 2 min 53 s     |
| 3.º | Henri Vandenabeele         | Development Team DSM     | + 3 min 42 s     |
| 4.º | Thomas Gloag               | Trinity Racing           | + 3 min 47 s     |
| 5.º | Alessandro Verre           | Colpack-Ballan           | + 4 min 36 s     |
| 6.º | Asbjørn Hellemose          | Velo Club Mendrisio      | + 5 min 17 s     |
| 7.º | Alex Tolio                 | Zalf Euromobil Fior      | + 7 min 17 s     |
| 8.º | Lennert Van Eetvelt        | Lotto-Soudal Development | + 7 min 39 s     |
| 9.º | Ben Healy                  | Trinity Racing           | + 7 min 40 s     |
| 10.º | Yannis Voisard             | Swiss Racing Academy     | + 7 min 45 s     |

### 8.ª etapa
| Aprica - Andalo | etapa de montaña | (115,5 km) |

| \| Clasificación de la etapa \| Clasificación de la etapa \| Clasificación de la etapa \| Clasificación de la etapa \| Clasificación de la etapa \| \| Ciclista \| Ciclista \| Equipo \| Tiempo \| \| \| ------------------------- \| -------------------------- \| ---------------------------------------- \| ------------------------- \| ------------------------- \| \| 1.º \| Riccardo Ciuccarelli \| Biesse Arvedi \| 2 h 58 min 30 s \| \| \| 2.º \| Anders Halland Johannessen \| Uno-X DARE Development \| + 26 s \| \| \| 3.º \| Didier Merchán \| Colombia Tierra de Atletas-GW Bicicletas \| + 40 s \| \| \| 4.º \| Omar El Gouzi \| Iseo-Rime-Carnovali \| + 40 s \| \| \| 5.º \| Marco Frigo \| SEG Racing Academy \| + 40 s \| \| \| 6.º \| Yannis Voisard \| Swiss Racing Academy \| + 40 s \| \| \| 7.º \| Alessio Nieri \| Mastromarco Sensi Nibali \| + 40 s \| \| \| 8.º \| Asbjørn Hellemose \| Velo Club Mendrisio \| + 46 s \| \| \| 9.º \| Asier Etxeberria \| Laboral Kutxa-Fundación Euskadi \| + 49 s \| \| \| 10.º \| Unai Iribar \| Laboral Kutxa-Fundación Euskadi \| + 1 min 17 s \| \| |                            |                                          |                 |
| |                            |                                          |                 |
| Fuente: ProCyclingStats |                            |                                          |                 |
| Clasificación de la etapa |                            |                                          |                 |
| Ciclista | Ciclista                   | Equipo                                   | Tiempo          |
| 1.º | Riccardo Ciuccarelli       | Biesse Arvedi                            | 2 h 58 min 30 s |
| 2.º | Anders Halland Johannessen | Uno-X DARE Development                   | + 26 s          |
| 3.º | Didier Merchán             | Colombia Tierra de Atletas-GW Bicicletas | + 40 s          |
| 4.º | Omar El Gouzi              | Iseo-Rime-Carnovali                      | + 40 s          |
| 5.º | Marco Frigo                | SEG Racing Academy                       | + 40 s          |
| 6.º | Yannis Voisard             | Swiss Racing Academy                     | + 40 s          |
| 7.º | Alessio Nieri              | Mastromarco Sensi Nibali                 | + 40 s          |
| 8.º | Asbjørn Hellemose          | Velo Club Mendrisio                      | + 46 s          |
| 9.º | Asier Etxeberria           | Laboral Kutxa-Fundación Euskadi          | + 49 s          |
| 10.º | Unai Iribar                | Laboral Kutxa-Fundación Euskadi          | + 1 min 17 s    |

| \| Clasificación general \| Clasificación general \| Clasificación general \| Clasificación general \| Clasificación general \| \| Ciclista \| Ciclista \| Equipo \| Tiempo \| \| \| --------------------- \| -------------------------- \| ---------------------- \| --------------------- \| --------------------- \| \| 1.º \| Juan Ayuso \| Colpack-Ballan \| 24 h 17 min 26 s \| \| \| 2.º \| Tobias Halland Johannessen \| Uno-X DARE Development \| + 2 min 53 s \| \| \| 3.º \| Henri Vandenabeele \| Development Team DSM \| + 3 min 42 s \| \| \| 4.º \| Thomas Gloag \| Trinity Racing \| + 3 min 47 s \| \| \| 5.º \| Asbjørn Hellemose \| Velo Club Mendrisio \| + 4 min 26 s \| \| \| 6.º \| Alessandro Verre \| Colpack-Ballan \| + 4 min 43 s \| \| \| 7.º \| Yannis Voisard \| Swiss Racing Academy \| + 6 min 48 s \| \| \| 8.º \| Anders Halland Johannessen \| Uno-X DARE Development \| + 7 min 28 s \| \| \| 9.º \| Omar El Gouzi \| Iseo-Rime-Carnovali \| + 8 min 02 s \| \| \| 10.º \| Davide Piganzoli \| Kometa U23 \| + 8 min 26 s \| \| |                            |                        |                  |
| |                            |                        |                  |
| Fuente: ProCyclingStats |                            |                        |                  |
| Clasificación general |                            |                        |                  |
| Ciclista | Ciclista                   | Equipo                 | Tiempo           |
| 1.º | Juan Ayuso                 | Colpack-Ballan         | 24 h 17 min 26 s |
| 2.º | Tobias Halland Johannessen | Uno-X DARE Development | + 2 min 53 s     |
| 3.º | Henri Vandenabeele         | Development Team DSM   | + 3 min 42 s     |
| 4.º | Thomas Gloag               | Trinity Racing         | + 3 min 47 s     |
| 5.º | Asbjørn Hellemose          | Velo Club Mendrisio    | + 4 min 26 s     |
| 6.º | Alessandro Verre           | Colpack-Ballan         | + 4 min 43 s     |
| 7.º | Yannis Voisard             | Swiss Racing Academy   | + 6 min 48 s     |
| 8.º | Anders Halland Johannessen | Uno-X DARE Development | + 7 min 28 s     |
| 9.º | Omar El Gouzi              | Iseo-Rime-Carnovali    | + 8 min 02 s     |
| 10.º | Davide Piganzoli           | Kometa U23             | + 8 min 26 s     |

### 9.ª etapa
| Cavalese - Nevegal | etapa de montaña | (167,1 km) |

| \| Clasificación de la etapa \| Clasificación de la etapa \| Clasificación de la etapa \| Clasificación de la etapa \| Clasificación de la etapa \| \| Ciclista \| Ciclista \| Equipo \| Tiempo \| \| \| ------------------------- \| -------------------------- \| ------------------------- \| ------------------------- \| ------------------------- \| \| 1.º \| Yannis Voisard \| Swiss Racing Academy \| 4 h 15 min 44 s \| \| \| 2.º \| Juan Ayuso \| Colpack-Ballan \| + 2 s \| \| \| 3.º \| Tobias Halland Johannessen \| Uno-X DARE Development \| + 2 s \| \| \| 4.º \| Henri Vandenabeele \| Development Team DSM \| + 5 s \| \| \| 5.º \| Edoardo Sandri \| Cycling Team Friuli ASD \| + 8 s \| \| \| 6.º \| Thomas Gloag \| Trinity Racing \| + 10 s \| \| \| 7.º \| Edoardo Zambanini \| Zalf Euromobil Fior \| + 10 s \| \| \| 8.º \| Omar El Gouzi \| Iseo-Rime-Carnovali \| + 10 s \| \| \| 9.º \| Davide Piganzoli \| Kometa U23 \| + 10 s \| \| \| 10.º \| Lorenzo Milesi \| Beltrami TSA-Tre Colli \| + 10 s \| \| |                            |                         |                 |
| |                            |                         |                 |
| Fuente: ProCyclingStats |                            |                         |                 |
| Clasificación de la etapa |                            |                         |                 |
| Ciclista | Ciclista                   | Equipo                  | Tiempo          |
| 1.º | Yannis Voisard             | Swiss Racing Academy    | 4 h 15 min 44 s |
| 2.º | Juan Ayuso                 | Colpack-Ballan          | + 2 s           |
| 3.º | Tobias Halland Johannessen | Uno-X DARE Development  | + 2 s           |
| 4.º | Henri Vandenabeele         | Development Team DSM    | + 5 s           |
| 5.º | Edoardo Sandri             | Cycling Team Friuli ASD | + 8 s           |
| 6.º | Thomas Gloag               | Trinity Racing          | + 10 s          |
| 7.º | Edoardo Zambanini          | Zalf Euromobil Fior     | + 10 s          |
| 8.º | Omar El Gouzi              | Iseo-Rime-Carnovali     | + 10 s          |
| 9.º | Davide Piganzoli           | Kometa U23              | + 10 s          |
| 10.º | Lorenzo Milesi             | Beltrami TSA-Tre Colli  | + 10 s          |

| \| Clasificación general \| Clasificación general \| Clasificación general \| Clasificación general \| Clasificación general \| \| Ciclista \| Ciclista \| Equipo \| Tiempo \| \| \| --------------------- \| -------------------------- \| ---------------------- \| --------------------- \| --------------------- \| \| 1.º \| Juan Ayuso \| Colpack-Ballan \| 28 h 33 min 06 s \| \| \| 2.º \| Tobias Halland Johannessen \| Uno-X DARE Development \| + 2 min 55 s \| \| \| 3.º \| Henri Vandenabeele \| Development Team DSM \| + 3 min 49 s \| \| \| 4.º \| Thomas Gloag \| Trinity Racing \| + 4 min 01 s \| \| \| 5.º \| Asbjørn Hellemose \| Velo Club Mendrisio \| + 4 min 40 s \| \| \| 6.º \| Alessandro Verre \| Colpack-Ballan \| + 5 min 23 s \| \| \| 7.º \| Yannis Voisard \| Swiss Racing Academy \| + 6 min 42 s \| \| \| 8.º \| Anders Halland Johannessen \| Uno-X DARE Development \| + 7 min 53 s \| \| \| 9.º \| Omar El Gouzi \| Iseo-Rime-Carnovali \| + 8 min 16 s \| \| \| 10.º \| Davide Piganzoli \| Kometa U23 \| + 8 min 40 s \| \| |                            |                        |                  |
| |                            |                        |                  |
| Fuente: ProCyclingStats |                            |                        |                  |
| Clasificación general |                            |                        |                  |
| Ciclista | Ciclista                   | Equipo                 | Tiempo           |
| 1.º | Juan Ayuso                 | Colpack-Ballan         | 28 h 33 min 06 s |
| 2.º | Tobias Halland Johannessen | Uno-X DARE Development | + 2 min 55 s     |
| 3.º | Henri Vandenabeele         | Development Team DSM   | + 3 min 49 s     |
| 4.º | Thomas Gloag               | Trinity Racing         | + 4 min 01 s     |
| 5.º | Asbjørn Hellemose          | Velo Club Mendrisio    | + 4 min 40 s     |
| 6.º | Alessandro Verre           | Colpack-Ballan         | + 5 min 23 s     |
| 7.º | Yannis Voisard             | Swiss Racing Academy   | + 6 min 42 s     |
| 8.º | Anders Halland Johannessen | Uno-X DARE Development | + 7 min 53 s     |
| 9.º | Omar El Gouzi              | Iseo-Rime-Carnovali    | + 8 min 16 s     |
| 10.º | Davide Piganzoli           | Kometa U23             | + 8 min 40 s     |

### 10.ª etapa
| San Vito al Tagliamento - Castelfranco Véneto | etapa llana | (162,7 km) |

| \| Clasificación de la etapa \| Clasificación de la etapa \| Clasificación de la etapa \| Clasificación de la etapa \| Clasificación de la etapa \| \| Ciclista \| Ciclista \| Equipo \| Tiempo \| \| \| ------------------------- \| ------------------------- \| ---------------------------------- \| ------------------------- \| ------------------------- \| \| 1.º \| Ben Healy \| Trinity Racing \| 3 h 35 min 46 s \| \| \| 2.º \| Jacopo Menegotto \| General Store-F.lli Curia-Essegibi \| + 38 s \| \| \| 3.º \| Daan Hoole \| SEG Racing Academy \| + 38 s \| \| \| 4.º \| Filippo Baroncini \| Colpack-Ballan \| + 54 s \| \| \| 5.º \| Marijn van den Berg \| Équipe continentale Groupama-FDJ \| + 54 s \| \| \| 6.º \| Luca Coati \| Team Qhubeka \| + 54 s \| \| \| 7.º \| Arnaud De Lie \| Lotto-Soudal Development \| + 54 s \| \| \| 8.º \| Lorenzo Peschi \| Beltrami TSA-Tre Colli \| + 54 s \| \| \| 9.º \| Edoardo Zambanini \| Zalf Euromobil Fior \| + 54 s \| \| \| 10.º \| Stan Van Tricht \| SEG Racing Academy \| + 54 s \| \| |                     |                                    |                 |
| |                     |                                    |                 |
| Fuente: ProCyclingStats |                     |                                    |                 |
| Clasificación de la etapa |                     |                                    |                 |
| Ciclista | Ciclista            | Equipo                             | Tiempo          |
| 1.º | Ben Healy           | Trinity Racing                     | 3 h 35 min 46 s |
| 2.º | Jacopo Menegotto    | General Store-F.lli Curia-Essegibi | + 38 s          |
| 3.º | Daan Hoole          | SEG Racing Academy                 | + 38 s          |
| 4.º | Filippo Baroncini   | Colpack-Ballan                     | + 54 s          |
| 5.º | Marijn van den Berg | Équipe continentale Groupama-FDJ   | + 54 s          |
| 6.º | Luca Coati          | Team Qhubeka                       | + 54 s          |
| 7.º | Arnaud De Lie       | Lotto-Soudal Development           | + 54 s          |
| 8.º | Lorenzo Peschi      | Beltrami TSA-Tre Colli             | + 54 s          |
| 9.º | Edoardo Zambanini   | Zalf Euromobil Fior                | + 54 s          |
| 10.º | Stan Van Tricht     | SEG Racing Academy                 | + 54 s          |

## Clasificaciones finales
- Las clasificaciones finalizaron de la siguiente forma:[5]

### Clasificación general
| \| Clasificación general \| Clasificación general \| Clasificación general \| Clasificación general \| Clasificación general \| \| Ciclista \| Ciclista \| Equipo \| Tiempo \| \| \| --------------------- \| -------------------------- \| ---------------------- \| --------------------- \| --------------------- \| \| 1.º \| Juan Ayuso \| Colpack-Ballan \| 32 h 09 min 46 s \| \| \| 2.º \| Tobias Halland Johannessen \| Uno-X DARE Development \| + 2 min 55 s \| \| \| 3.º \| Henri Vandenabeele \| Development Team DSM \| + 3 min 49 s \| \| \| 4.º \| Thomas Gloag \| Trinity Racing \| + 4 min 01 s \| \| \| 5.º \| Asbjørn Hellemose \| Velo Club Mendrisio \| + 4 min 40 s \| \| \| 6.º \| Alessandro Verre \| Colpack-Ballan \| + 5 min 23 s \| \| \| 7.º \| Yannis Voisard \| Swiss Racing Academy \| + 6 min 42 s \| \| \| 8.º \| Anders Halland Johannessen \| Uno-X DARE Development \| + 7 min 53 s \| \| \| 9.º \| Omar El Gouzi \| Iseo-Rime-Carnovali \| + 8 min 16 s \| \| \| 10.º \| Davide Piganzoli \| Kometa U23 \| + 8 min 40 s \| \| |                            |                        |                  |
| |                            |                        |                  |
| Fuente: ProCyclingStats |                            |                        |                  |
| Clasificación general |                            |                        |                  |
| Ciclista | Ciclista                   | Equipo                 | Tiempo           |
| 1.º | Juan Ayuso                 | Colpack-Ballan         | 32 h 09 min 46 s |
| 2.º | Tobias Halland Johannessen | Uno-X DARE Development | + 2 min 55 s     |
| 3.º | Henri Vandenabeele         | Development Team DSM   | + 3 min 49 s     |
| 4.º | Thomas Gloag               | Trinity Racing         | + 4 min 01 s     |
| 5.º | Asbjørn Hellemose          | Velo Club Mendrisio    | + 4 min 40 s     |
| 6.º | Alessandro Verre           | Colpack-Ballan         | + 5 min 23 s     |
| 7.º | Yannis Voisard             | Swiss Racing Academy   | + 6 min 42 s     |
| 8.º | Anders Halland Johannessen | Uno-X DARE Development | + 7 min 53 s     |
| 9.º | Omar El Gouzi              | Iseo-Rime-Carnovali    | + 8 min 16 s     |
| 10.º | Davide Piganzoli           | Kometa U23             | + 8 min 40 s     |

### Clasificación de la montaña
| Clasificación de la montaña | Clasificación de la montaña | Clasificación de la montaña | Clasificación de la montaña | Clasificación de la montaña |
| Ciclista                    | Ciclista                    | Equipo                      | Puntos                      |                             |
| --------------------------- | --------------------------- | --------------------------- | --------------------------- | --------------------------- |
| 1.º                         | Juan Ayuso                  | Colpack-Ballan              | 78 pts                      |                             |
| 2.º                         | Michael Belleri             | Biesse Arvedi               | 55 pts                      |                             |
| 3.º                         | Thomas Gloag                | Trinity Racing              | 49 pts                      |                             |
| 4.º                         | Tobias Halland Johannessen  | Uno-X DARE Development      | 48 pts                      |                             |
| 5.º                         | Henri Vandenabeele          | Development Team DSM        | 46 pts                      |                             |
| 6.º                         | Asbjørn Hellemose           | Velo Club Mendrisio         | 40 pts                      |                             |
| 7.º                         | Ben Healy                   | Trinity Racing              | 38 pts                      |                             |
| 8.º                         | Andrea Pietrobon            | Cycling Team Friuli ASD     | 38 pts                      |                             |
| 9.º                         | Yannis Voisard              | Swiss Racing Academy        | 38 pts                      |                             |
| 10.º                        | Anders Halland Johannessen  | Uno-X DARE Development      | 27 pts                      |                             |

### Clasificación de los puntos
| Clasificación por puntos | Clasificación por puntos   | Clasificación por puntos           | Clasificación por puntos | Clasificación por puntos |
| Ciclista                 | Ciclista                   | Equipo                             | Puntos                   |                          |
| ------------------------ | -------------------------- | ---------------------------------- | ------------------------ | ------------------------ |
| 1.º                      | Juan Ayuso                 | Colpack-Ballan                     | 100 pts                  |                          |
| 2.º                      | Ben Healy                  | Trinity Racing                     | 64 pts                   |                          |
| 3.º                      | Tobias Halland Johannessen | Uno-X DARE Development             | 63 pts                   |                          |
| 4.º                      | Filippo Baroncini          | Colpack-Ballan                     | 61 pts                   |                          |
| 5.º                      | Aloïs Charrin              | Swiss Racing Academy               | 50 pts                   |                          |
| 6.º                      | Andrea Cantoni             | #inEmiliaRomagna Cycling Team      | 50 pts                   |                          |
| 7.º                      | Alessandro Verre           | Colpack-Ballan                     | 42 pts                   |                          |
| 8.º                      | Henri Vandenabeele         | Development Team DSM               | 40 pts                   |                          |
| 9.º                      | Jacopo Menegotto           | General Store-F.lli Curia-Essegibi | 35 pts                   |                          |
| 10.º                     | Riccardo Bobbo             | Work Service-Marchiol-Dynatek      | 35 pts                   |                          |

### Clasificación de los sprint intermedios
| Clasificación de las metas volantes | Clasificación de las metas volantes | Clasificación de las metas volantes | Clasificación de las metas volantes | Clasificación de las metas volantes |
| Ciclista                            | Ciclista                            | Equipo                              | Puntos                              |                                     |
| ----------------------------------- | ----------------------------------- | ----------------------------------- | ----------------------------------- | ----------------------------------- |
| 1.º                                 | Andrea Mifsud                       | Swiss Racing Academy                | 13 pts                              |                                     |
| 2.º                                 | Edoardo Ferri                       | Petroli Firenze-Hopplà              | 11 pts                              |                                     |
| 3.º                                 | Leandro Masotto                     | Iseo-Rime-Carnovali                 | 10 pts                              |                                     |
| 4.º                                 | Ben Healy                           | Trinity Racing                      | 8 pts                               |                                     |
| 5.º                                 | Marijn van den Berg                 | Équipe continentale Groupama-FDJ    | 5 pts                               |                                     |
| 6.º                                 | Michele Gazzoli                     | Colpack-Ballan                      | 5 pts                               |                                     |
| 7.º                                 | Riccardo Bobbo                      | Work Service-Marchiol-Dynatek       | 5 pts                               |                                     |
| 8.º                                 | Eric Paties Montagner               | Work Service-Marchiol-Dynatek       | 5 pts                               |                                     |
| 9.º                                 | Gabriele Petrelli                   | Cycling Team Friuli ASD             | 5 pts                               |                                     |
| 10.º                                | Henri Vandenabeele                  | Development Team DSM                | 3 pts                               |                                     |

### Clasificación de los jóvenes
| Clasificación del mejor joven | Clasificación del mejor joven | Clasificación del mejor joven    | Clasificación del mejor joven | Clasificación del mejor joven |
| Ciclista                      | Ciclista                      | Equipo                           | Tiempo                        |                               |
| ----------------------------- | ----------------------------- | -------------------------------- | ----------------------------- | ----------------------------- |
| 1.º                           | Juan Ayuso                    | Colpack-Ballan                   | 32 h 09 min 46 s              |                               |
| 2.º                           | Thomas Gloag                  | Trinity Racing                   | + 4 min 01 s                  |                               |
| 3.º                           | Alessandro Verre              | Colpack-Ballan                   | + 5 min 23 s                  |                               |
| 4.º                           | Davide Piganzoli              | Kometa U23                       | + 8 min 40 s                  |                               |
| 5.º                           | Edoardo Zambanini             | Zalf Euromobil Fior              | + 10 min 45 s                 |                               |
| 6.º                           | Lennert Van Eetvelt           | Lotto-Soudal Development         | + 11 min 39 s                 |                               |
| 7.º                           | Reuben Thompson               | Équipe continentale Groupama-FDJ | + 16 min 17 s                 |                               |
| 8.º                           | Gianmarco Garofoli            | Development Team DSM             | + 18 min 30 s                 |                               |
| 9.º                           | Julen Arriola-Bengoa          | Caja Rural-Seguros RGA amateur   | + 3 h 41 min 39 s             |                               |
| 10.º                          | Brayan Esteban Malaver        |                                  | + 28 min 09 s                 |                               |

### Clasificación por equipos
| Clasificación por equipos | Clasificación por equipos       | Clasificación por equipos | Clasificación por equipos |
| Equipo                    | Equipo                          | Tiempo                    |                           |
| ------------------------- | ------------------------------- | ------------------------- | ------------------------- |
| 1.º                       | Uno-X DARE Development Team     | 97 h 04 min 23 s          |                           |
| 2.º                       | Zalf Euromobil Fior             | + 12 min 11 s             |                           |
| 3.º                       | Team Colpack-Ballan             | + 12 min 28 s             |                           |
| 4.º                       | Laboral Kutxa-Fundación Euskadi | + 20 min 45 s             |                           |
| 5.º                       | Trinity Racing                  | + 23 min 08 s             |                           |
| 6.º                       | Development Team DSM            | + 39 min 00 s             |                           |
| 7.º                       | Caja Rural-Seguros RGA amateur  | + 46 min 39 s             |                           |
| 8.º                       | SEG Racing Academy              | + 49 min 00 s             |                           |
| 9.º                       | Swiss Racing                    | + 59 min 53 s             |                           |
| 10.º                      | Velo Club Mendrisio             | + 1 h 07 min 41 s         |                           |

## Evolución de las clasificaciones
| Etapa                   | Vencedor                | Clasificación general Maglia Rosa | Clasificación de la montaña Maglia Verde | Clasificación de los puntos Maglia Rossa | Clasificación de los esprints intermedios Maglia Blu | Clasificación de los jóvenes (sub-21) Maglia Bianca | Clasificación por equipos |
| ----------------------- | ----------------------- | --------------------------------- | ---------------------------------------- | ---------------------------------------- | ---------------------------------------------------- | --------------------------------------------------- | ------------------------- |
| 1.ª                     | Andrea Cantoni          | Andrea Cantoni                    | Andrea Cantoni                           | Andrea Cantoni                           | Riccardo Bobbo                                       | Michael Garrison                                    | #inEmiliaRomagna          |
| 2.ª                     | Juan Ayuso              | Juan Ayuso                        | Andrea Cantoni                           | Juan Ayuso                               | Leandro Masotto                                      | Juan Ayuso                                          | Colpack Ballan            |
| 3.ª                     | Alessio Bonelli         | Juan Ayuso                        | Luca Colnaghi                            | Juan Ayuso                               | Andrea Mifsud                                        | Juan Ayuso                                          | Colpack Ballan            |
| 4.ª                     | Filippo Baroncini       | Ben Turner                        | Luca Colnaghi                            | Juan Ayuso                               | Andrea Mifsud                                        | Juan Ayuso                                          | Colpack Ballan            |
| 5.ª                     | Juan Ayuso              | Juan Ayuso                        | Michael Belleri                          | Juan Ayuso                               | Andrea Mifsud                                        | Juan Ayuso                                          | Colpack Ballan            |
| 6.ª                     | Aloïs Charrin           | Juan Ayuso                        | Michael Belleri                          | Juan Ayuso                               | Andrea Mifsud                                        | Juan Ayuso                                          | Colpack Ballan            |
| 7.ª                     | Juan Ayuso              | Juan Ayuso                        | Juan Ayuso                               | Juan Ayuso                               | Leandro Masotto                                      | Juan Ayuso                                          | Colpack Ballan            |
| 8.ª                     | Riccardo Ciuccarelli    | Juan Ayuso                        | Juan Ayuso                               | Juan Ayuso                               | Andrea Mifsud                                        | Juan Ayuso                                          | Uno-X Dare Development    |
| 9.ª                     | Yannis Voisard          | Juan Ayuso                        | Juan Ayuso                               | Juan Ayuso                               | Andrea Mifsud                                        | Juan Ayuso                                          | Uno-X Dare Development    |
| 10.ª                    | Ben Healy               | Juan Ayuso                        | Juan Ayuso                               | Juan Ayuso                               | Andrea Mifsud                                        | Juan Ayuso                                          | Uno-X Dare Development    |
| Clasificaciones finales | Clasificaciones finales | Juan Ayuso                        | Juan Ayuso                               | Juan Ayuso                               | Andrea Mifsud                                        | Juan Ayuso                                          | Uno-X Dare Development    |

## UCI World Ranking
El Giro Ciclistico d'Italia otorgó puntos para el UCI World Ranking para corredores de los equipos en las categorías UCI WorldTeam, UCI ProTeam y Continental. Las siguientes tablas son el baremo de puntuación y los 10 corredores que obtuvieron más puntos:
| Posición              | 1.º | 2.º | 3.º | 4.º | 5.º | 6.º | 7.º | 8.º | 9.º | 10.º |
| Clasificación general | 40  | 30  | 25  | 20  | 15  | 10  | 5   | 3   | 3   | 3    |
| Por etapa             | 7   | 3   | 1   |     |     |     |     |     |     |      |
| Líder                 | 1   |     |     |     |     |     |     |     |     |      |

| Clasificación |              |        |         |       |       |       |
| Posición      | Ciclista     | Equipo | General | Etapa | Líder | Total |
| ------------- | ------------ | ------ | ------- | ----- | ----- | ----- |
| 1.º           | Bandera de ? |        | 40      |       |       |       |
| 2.º           | Bandera de ? |        | 30      |       |       |       |
| 3.º           | Bandera de ? |        | 25      |       |       |       |
| 4.º           | Bandera de ? |        | 20      |       |       |       |
| 5.º           | Bandera de ? |        | 15      |       |       |       |
| 6.º           | Bandera de ? |        | 10      |       |       |       |
| 7.º           | Bandera de ? |        | 5       |       |       |       |
| 8.º           | Bandera de ? |        | 3       |       |       |       |
| 9.º           | Bandera de ? |        | 3       |       |       |       |
| 10.º          | Bandera de ? |        | 3       |       |       |       |